# Quartinia hypatia
Quartinia hypatia är en stekelart som beskrevs av Richards 1962. Quartinia hypatia ingår i släktet Quartinia och familjen Masaridae. Inga underarter finns listade i Catalogue of Life.